# استانیسلاو لوسک
استانیسلاو لوسک (انگلیسی: Stanislav Lusk؛ ۱۲ نوامبر ۱۹۳۱ – ۶ مهٔ ۱۹۸۷) قایقران روئینگ اهل چکسلواکی بود.
وی در مسابقات کشوری و بین‌المللی در مجموع برندهٔ ۳ مدال طلا، ۱ مدال نقره، ۳ مدال برنز شده‌است.